# 정령지정도시

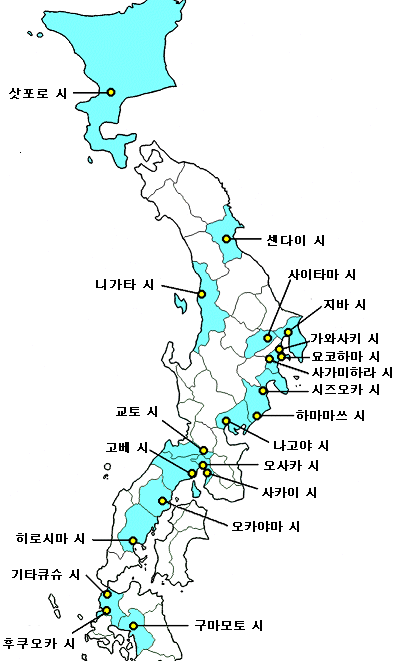
정령지정도시 (2013년)

정령지정도시(일본어: 政令指定都市, せいれいしていとし 세이레이시테이토시[*])는 《일본 지방자치법》 제12장 제1절 제252조의19 제1항에 따라 내각의 정령(政令)으로 지정된 일본의 시이다. 일본 법령에서는 지정도시 또는 지정시라고 쓰기도 하며, 줄여서 정령시라고도 한다. 2018년 4월 기준으로 일본의 정령지정도시는 20개 시(市)이다.
정령지정도시는 광역지자체인 도도부현에 속하지만, 경찰·광역도로·광역하천 등의 사무를 제외하고는 그 권한을 대폭 이양받아 도도부현에 준하는 권한을 행사하며, 산하에 자치권이 없는 행정구를 둔다. 정령지정도시의 행정구에는 사무소(구청)를 두고, 구청의 장은 해당 도시의 공무원 중에서 시장이 정한다.
2017년에 70만 명 미만으로 인구가 감소한 시즈오카시 외에 모든 정령지정도시는 인구가 70만명 이상이며, 대한민국의 시와 비교하면 인구규모상 광역시와 특정시에 해당한다. 정령지정도시는 행정구조 면에서는 광역자치단체인 도도부현에 속하고 자치권이 없는 행정구를 두기 때문에 대한민국의 특정시와 비슷하지만, 자치권 행사의 측면에서는 도도부현에 준하는 광범위한 자치권을 행사한다는 점에서 대한민국의 광역시와 비슷하다.

## 지정 요건
정령지정도시는 해당 자치 단체의 인구규모나 행정능력 등을 감안하여 지정된다. 일본 지방자치법은 인구 50만 명 이상을 최소 요건으로 규정하고 있지만, 처음에는 인구 100만명을 기준으로 삼다가 1970년대부터 인구 80만명을 기준으로 삼았다. 그러나, 2000년대 이후에는 시정촌의 합병을 촉진하기 위하여 지자체의 합병에 따라 인구가 70만명이 넘은 도시까지 인구요건의 운용기준이 완화되었다.

### 지정 요건의 완화 과정
1956년 9월 1일 당시 인구 100만 명이 넘던 오사카시, 나고야시, 요코하마시, 교토시, 고베시를 처음으로 정령지정도시로 지정하였다.
1972년 4월 1일 후쿠오카시의 인구가 90만명에 미치지 못했음에도 정령지정도시로 승격되자, 이후에는 후쿠오카 시의 선례를 따라 인구가 80만명 이상인 시가 정령지정도시로 승격되었다.
2001년 8월 30일에는 시정촌의 합병을 유도하려는 중앙정부의 방침에 따라 합병한 자치체에 한하여 인구요건의 운용기준을 70만명으로 완화하는 방침이 세워져 이로 인해 2005년 4월 1일 시즈오카시가 정령지정도시가 되었다. 이 방침은 계속 연장되어 2007년에는 니가타시와 하마마쓰시가, 2009년에는 오카야마시가, 2010년에는 사가미하라시가, 2012년에는 구마모토시가 정령지정도시로 승격하였다.
법령으로는 규정되지 않았지만, 현재까지 정령지정도시로 승격된 도시는 다음과 같은 요건을 충족시키거나 대체로 근접하고 있다.
- 도시적 형태와 기능을 갖추고 있을 것.
- 이양될 사무를 처리할 능력을 갖추고 있을 것.
- 행정구의 설치와 구의 사무를 처리할 체제를 갖출 능력이 있을 것.
- 정령지정도시가 되는 것에 대해서 광역지자체와 시의 의견이 일치하고 있을 것.
- 현청 소재지.(예외 기타큐슈시, 가와사키시, 사가미하라시, 사카이시, 하마마쓰시)
- 1차 산업 종사자의 비율이 10% 이하.

### 정령지정도시의 지정 절차
정령지정도시의 지정 절차도 특별하게 별도의 법령으로 규정되지는 않았지만, 지금까지 지정된 도시에서는 주로 다음과 같은 절차를 거쳐 정령지정도시로 지정되었다.
1. 시의회에서 정령지정도시에 관한 의견서를 의결.
2. 정령지정도시 지정 요망서를 현지사 및 현의회에 제출.
3. 현의회에서 정령지정도시에 관한 의견서를 의결.
4. 총무대신에게 정령지정도시 지정 요망서를 제출.
5. 관계부처와의 협의.
6. 각의에서 정령지정도시 지정을 결정.
7. 정령 공포.

### 정령지정도시의 특성
- 지방선거에서 정령지정도시의 시장 및 의회선거는 도도부현의 지사 및 의회선거와 거의 같은 하루 전쯤에 실시된다. 이 또한 정령지정도시가 도도부현과 거의 비슷한 중요성을 가진 예로 알려진다.
- 정령지정도시로 지정되면 현을 통하지 않고도 직접 정부와 접촉할 수도 있다. 또한 정령지정도시는 권한이 이양되는 등 현의 영향력이 적어져, 실질적으로는 현과 동격으로 취급되므로 현 내의 현인 셈.
- 현재의 법률상으로는 정령지정도시는 시에 한정하여 적용되기 때문에, 특별구의 하나인 도쿄도의 세타가야구는 인구가 80만 명을 넘었지만 정령지정도시로 지정될 수는 없다.
- 정령지정도시 중 시즈오카시, 하마마쓰시, 니가타시, 오카야마시를 제외하고는 '7대 도시권'의 핵심지역이다.
  - 7대도시권은 도시권 내의 인구가 많을 뿐만 아니라, 그 도시권의 배후경제권 또한 넓다.
  - 배후경제권이 넓은 도시는 다카마쓰시나 가나자와시 등이 있지만, 도시권의 인구가 적어 '대도시권' 등으로 칭하지는 않는다.
- 일부 스포츠 대회 등에서는 정령지정도시 독자적으로, 각 도도부현과 별도의 팀을 구성하는 것도 가능하다.
- 시코쿠의 4개 현에는 정령지정도시가 한 곳도 없다.

## 정령지정도시로 지정된 지역 도시
굵은 글씨는 시 지역이 현이나 부청 소재지, 구 지역은 시청 소재지.
| 지방        | 도도부현   | 정령시       | 지정일         | 행정구 |
| ----------- | ---------- | ------------ | -------------- | --- |
| 홋카이도    | 홋카이도   | 삿포로시     | 1972년 4월 1일 | 주오구·기타구·히가시구·시로이시구·도요히라구·미나미구·니시구·아쓰베쓰구·데이네구·기요타구 |
| 도호쿠 지방 | 미야기현   | 센다이시     | 1989년 4월 1일 | 아오바구·미야기노구·와카바야시구·다이하쿠구·이즈미구 |
| 간토 지방   | 사이타마현 | 사이타마시   | 2003년 4월 1일 | 니시구·기타구·오미야구·미누마구·주오구·사쿠라구·우라와구·미나미구·미도리구·이와쓰키구 |
| 간토 지방   | 지바현     | 지바시       | 1992년 4월 1일 | 주오구·하나미가와구·이나게구·와카바구·미도리구·미하마구 |
| 간토 지방   | 가나가와현 | 요코하마시   | 1956년 9월 1일 | 쓰루미구·가나가와구·니시구·나카구·미나미구·호도가야구·이소고구·가나자와구·고호쿠구·도쓰카구·고난구·아사히구·미도리구·세야구·사카에구·이즈미구·아오바구·쓰즈키구                                                                                           |
| 간토 지방   | 가나가와현 | 가와사키시   | 1972년 4월 1일 | 가와사키구·사이와이구·나카하라구·다카쓰구·미야마에구·다마구·아사오구 |
| 간토 지방   | 가나가와현 | 사가미하라시 | 2010년 4월 1일 | 미도리구·주오구·미나미구 |
| 주부 지방   | 니가타현   | 니가타시     | 2007년 4월 1일 | 기타구·히가시구·주오구·고난구·아키하구·미나미구·니시구·니시칸구 |
| 주부 지방   | 시즈오카현 | 시즈오카시   | 2005년 4월 1일 | 아오이구·스루가구·시미즈구 |
| 주부 지방   | 시즈오카현 | 하마마쓰시   | 2007년 4월 1일 | 주오구·하마나구·덴류구 |
| 주부 지방   | 아이치현   | 나고야시     | 1956년 9월 1일 | 지쿠사구·히가시구·기타구·니시구·나카무라구·나카구·쇼와구·미즈호구·아쓰타구·나카가와구·미나토구·미나미구·모리야마구·미도리구·메이토구·덴파쿠구 |
| 긴키 지방   | 교토부     | 교토시       | 1956년 9월 1일 | 기타구·가미교구·사쿄구·나카교구·히가시야마구·시모교구·미나미구·우쿄구·후시미구·야마시나구·니시쿄구 |
| 긴키 지방   | 오사카부   | 오사카시     | 1956년 9월 1일 | 미야코지마구·후쿠시마구·고노하나구·니시구·미나토구·다이쇼구·덴노지구·나니와구·니시요도가와구·히가시요도가와구·히가시나리구·이쿠노구·아사히구·조토구·아베노구·스미요시구·히가시스미요시구·니시나리구·요도가와구·쓰루미구·스미노에구·히라노구·기타구·주오구 |
| 긴키 지방   | 오사카부   | 사카이시     | 2006년 4월 1일 | 사카이구·나카구·히가시구·니시구·미나미구·기타구·미하라구 |
| 긴키 지방   | 효고현     | 고베시       | 1956년 9월 1일 | 히가시나다구·나다구·효고구·나가타구·스마구·다루미구·기타구·주오구·니시구 |
| 주고쿠 지방 | 오카야마현 | 오카야마시   | 2009년 4월 1일 | 기타구·나카구·히가시구·미나미구 |
| 주고쿠 지방 | 히로시마현 | 히로시마시   | 1980년 4월 1일 | 나카구·히가시구·미나미구·니시구·아사미나미구·아사키타구·아키구·사에키구 |
| 규슈 지방   | 후쿠오카현 | 기타큐슈시   | 1963년 4월 1일 | 모지구·와카마쓰구·도바타구·고쿠라키타구·고쿠라미나미구·야하타히가시구·야하타니시구 |
| 규슈 지방   | 후쿠오카현 | 후쿠오카시   | 1972년 4월 1일 | 히가시구·하카타구·주오구·미나미구·니시구·조난구·사와라구 |
| 규슈 지방   | 구마모토현 | 구마모토시   | 2012년 4월 1일 | 히가시구·주오구·니시구·미나미구·기타구 |

## 정령지정도시를 목표로 하는 지역
- 미토시 일대 (이바라키현)

- 우쓰노미야시 일대 (도치기현)

- 사이타마현 내
가스카베시 ・ 소카시 ・ 고시가야시 ・ 야시오시 ・ 미사토시 ・ 요시카와시 ・ 마쓰부시정
도코로자와시 ・ 한노시 ・ 사야마시 ・ 이루마시 ・ 히다카시
가와구치시 ・ 와라비시 ・ 도다시 ・ 하토가야시

- 도카쓰 지역 (지바현)

- 가나자와시 (이시카와현)

- 아이치현 내
도요하시시 ・ 도요카와시 ・ 다하라시

- 기후시 (기후현)

- 호쿠세이 지역 (미에현)

- 히가시오사카시 (오사카부)

- 히메지시 (효고현)

## 같이 보기
- 일본의 도시 목록
- 도쿄 23구
- 일본의 중핵시
- 일본의 특례시
- 대한민국의 특정시
- 대도시
- 시